# Comté de Montgomery (Géorgie)
Pour les articles homonymes, voir Comté de Montgomery.
Le comté de Montgomery est un comté de Géorgie, aux États-Unis. Son siège est Mount Vernon.

## Démographie
| 1800  | 1810  | 1820  | 1830  | 1840  | 1850  |
| ----- | ----- | ----- | ----- | ----- | ----- |
| 3 180 | 2 954 | 1 869 | 1 269 | 1 616 | 2 154 |

| 1860  | 1870  | 1880  | 1890  | 1900   | 1910   |
| ----- | ----- | ----- | ----- | ------ | ------ |
| 2 997 | 3 586 | 5 381 | 9 248 | 16 359 | 19 638 |

| 1920  | 1930   | 1940  | 1950  | 1960  | 1970  |
| ----- | ------ | ----- | ----- | ----- | ----- |
| 9 167 | 10 020 | 9 668 | 7 901 | 6 284 | 6 099 |

| 1980  | 1990  | 2000  | 2010  | - | - |
| ----- | ----- | ----- | ----- | - | - |
| 7 011 | 7 163 | 8 270 | 9 123 | - | - |